# FR-260,010
FR-260,010 je antagonist 5-HT2C receptora koji ima anksiolitičku aktivnost.